# Kaoma
Kaoma va ser una banda franco-brasilera formada el 1988, mundialment coneguda per l'èxit Lambada (Chorando se foi).

## Formació
Kaoma va ser una creació dels productors francesos Jean Karakos i Olivier Lorsac. Tots dos es trobaven de vacances al Brasil i, en una visita a Porto Seguro, van descobrir el gènere musical lambada. Entusiasmats per l'èxit entre el públic local i creient que es tractava d'un estil que podia triomfar a l'exterior, van decidir crear-ne un grup.
La formació inicial comptava amb Loalwa Braz (solista, del Brasil), Chyco Dru (baix, de Martinica), Jacky Arcont (guitarra, de Guadalupe), Jean-Claude Bonaventure (teclats, de França), Michel Abihssira (percussió) i Fania Niang (flauta i veus corals, del Senegal).

## Carrera
L'any 1989, van tenir un gran èxit internacional amb el seu senzill Lambada (Chorando se foi). Es tractava d'una versió del tema Chorando Se Foi, que la brasilera Márcia Ferreira havia llançat el 1986. La cançó de Ferreira era una adaptació al portuguès de la balada Llorando se fue, original del grup bolivià Los Kjarkas, publicada el 1981. Mentre que Márcia Ferreira sí que havia sol·licitat autorització als Kjarkas; Karakos i Lorsac no van fer el mateix, en un clar acte de plagi. Los Kjarkas van demandar-los, amb èxit.
Lambada va arribar al número 46 del Billboard Hot 100 dels Estats Units. Va sortir millor parada a Europa, arribant al número 4 a la llista de singles del Regne Unit, i al número 1 de països com Alemanya, Espanya, Països Baixos o Suïssa. Dançando Lambada i Mélodie d'amour van ser els dos següents senzills, tot i que no van aconseguir el mateix èxit que el primer.
Aquell mateix 1989, Kaoma va publicar el primer àlbum, Worldbeat. Va tractar-se d'un èxit mundial, i el grup va esdevenir una de les llegendes de la lambada brasilera, juntament amb Beto Barbosa. El 1990, Kaoma va guanyar dos Premis Lo Nuestro -concedits per Univisión- com a Grup Pop de l'Any i Nou Artista Pop. El 1991, Kaoma va llançar l'àlbum Tribal-Pursuit que va proporcionar els senzills Dança tago-mago i Moço do dendê. El 1998 es publicaria el tercer i darrer LP del grup, A la media noche.
El 19 de gener de 2017, la cantant Loalwa Braz va ser trobada morta al seu cotxe. La policia va detenir tres sospitosos de l'assassinat.

## Discografia
| Títol            | Detalls de l'àlbum                                                       |
| ---------------- | ------------------------------------------------------------------------ |
| Worldbeat        | - Publicació: 1988 - Etiqueta: Columbia - Formats: CD                    |
| Tribal Pursuit   | - Publicació: 1991 - Segell: Sony Music - Formats: CD                    |
| A La Media Noche | - Publicació: 10 de novembre de 1998 - Segell: Atoll Music - Formats: CD |